# 피에트라로야
피에트라로야(이탈리아어: Pietraroja)는 이탈리아 캄파니아주 베네벤토도의 코무네다. 나폴리로부터 북동쪽 80km 베네벤토 북서쪽 50km 거리에 있다.

## 같이 보기
- 베네벤토도